# Groupe Barta
Ne doit pas être confondu avec l'Union communiste ayant existée de 1933 à 1939.
Le groupe Barta ou groupe Lutte de classe, ayant aussi revendiqué les noms de Groupe communiste et d'Union communiste, est un groupe politique trotskiste formé à partir du 1er septembre 1939 par David Korner, connu sous le pseudonyme de Barta. Disparu dans les années 1950, ce groupe est à l'origine de Lutte ouvrière.

## Histoire
David Korner (Barta) et Klara Feigenbaum (Irène), sa compagne, militent au Parti ouvrier internationaliste (POI) depuis sa création en 1936 et font partie de la minorité du POI qui rejoint le Parti socialiste ouvrier et paysan en 1938 sur les conseils de Léon Trotski.
À la suite de l'entrée en guerre de la France en septembre 1939, tous les partis communistes sont interdits par Édouard Daladier. Cette dissolution du POI ainsi qu'un conflit entre les dirigeants du parti et Barta survenu le 1er septembre 1939 poussent celui-ci à fonder un petit groupe de militants trotskistes indépendants.
La première publication du groupe est un petit journal, L'Ouvrier. Trois numéros paraissent et la publication est stoppée lorsque Irène est enfermée trois mois à la prison de la Petite Roquette en raison de son militantisme. En détention, Irène rencontre Lucienne, puis, quelques mois plus tard, Barta et Irène font la connaissance de Jacques Ramboz, un militant des Jeunesses communistes, déçu du chauvinisme du Parti communiste.
Au retour de l'exode, Barta publie en novembre 1940 La Lutte contre la deuxieme Guerre imperialiste mondiale qui constitue le véritable manifeste de sa tendance politique.
Le groupe publie le 15 octobre 1942 le premier numéro de sa revue La Lutte de classe. C'est le nom de cette revue qui sert alors à désigner ce groupe de militant constitué autour de David Korner et Claire Faget. Ils sont considérés comme les deux seuls décideurs quant à la ligne politique du groupe. La revue est publiée jusqu'en avril 1949.
Le 7 novembre 1942, le groupe Barta se baptise « Groupe communiste » dans ses publications puis prend le nom, en 1944, de « Union communiste ».
Ce groupe disparaît au début des années 1950, mais plusieurs de ses anciens militants participent à la fondation de Voix ouvrière en 1956 puis de Lutte ouvrière en 1968.

## Membres
Groupe de quelques dizaines de militants selon Robert Barcia (Hardy), les deux principaux membres du groupe sont David Korner (Barta) et sa compagne, Klara Feigenbaum (Irène). Jacques Ramboz, ancien militant des Jeunesses communistes, fait rentrer Mathieu Bucholz (Pamp). C'est par l'intermédiaire de Pamp que Hardy et Pierre Bois en deviennent également membres pendant la Seconde Guerre mondiale.